# Helle Jespersen
Helle Møller Jespersen (* 12. Februar 1968) ist eine ehemalige dänische Seglerin.

## Erfolge
Helle Jespersen nahm in der Bootsklasse Yngling an den Olympischen Spielen 2004 in Athen teil. Gemeinsam mit Christina Otzen war sie Crewmitglied von Skipperin Dorte Jensen und gewann mit diesen die Bronzemedaille, als sie dank 54 Punkten hinter dem britischen und dem ukrainischen Boot Dritte wurde. Im selben Jahr sicherte sie sich in Santander im Yngling bei den Weltmeisterschaften die Silbermedaille, nachdem sie im Jahr zuvor in Cádiz noch Bronze gewonnen hatte.